# Орлеанская территория
Орлеанская территория (англ. Territory of Orleans) — инкорпорированная организованная территория США, существовавшая с 1 октября 1804 года по 30 апреля 1812 года.
В 1803 году Соединённые Штаты купили французские владения в Северной Америке. 31 октября 1803 года Конгресс США принял законодательные основы временного управления приобретённой у Франции территории. Президент получил право на использование военной силы для поддержания порядка, хотя гражданская администрация продолжала функционировать так же, как она это делала при испанском и французском правлении. Военное управление действовало с 10 марта 1804 года (даты официальной передачи территории от Франции к США) до 30 сентября 1804 года. С 1 октября 1804 года приобретённые земли были разделены по 33-й параллели на два административных образования: к северу от параллели был образован Округ Луизиана, к югу — Орлеанская территория.
Непосредственно во время проведения сделки по продаже Луизианы она не была хорошо изучена, и её границы не были чётко определены. Этим обстоятельством, не желая обострения отношений с Испанией, воспользовалась Франция, отказавшись определить южные и западные границы продаваемой территории. Флоридские приходы изначально не входили в Орлеанскую территорию, и попали в её состав лишь после того, как в 1810 году Соединённые Штаты аннексировали испанскую Западную Флориду. Западные границы были окончательно установлены лишь в 1819 году, когда США и Испания подписали Договор Адамса — Ониса; до этого земли, прилегающие к восточному берегу реки Сабин, были объявлены «Нейтральной землёй».
Органическим Актом 1804 года был создан Федеральный окружной суд для Орлеанского округа (United States District Court for the District of Orleans) — единственный в истории США случай, когда для территории был создан федеральный окружной суд, равный по юрисдикции и полномочиям федеральным окружным судам штатов. Конгрессом также был создан Верховный суд для Орлеанской территории (Superior Court for the Territory of Orleans).
10 апреля 1805 года территориальным законодательным органом Орлеанская территория была разделена на 12 округов.
В 1811 году на Орлеанской территории произошло крупнейшее в истории США восстание рабов.
30 апреля 1812 года территория вошла в состав США как штат Луизиана.

### Статьи
- Elizabeth Gaspar Brown. Legal Systems in Conflict: Orleans Territory 1804-1812 (англ.) // The American Journal of Legal History. — Oxford University Press, 1957. — Vol. 1, iss. 1. — P. 35-75. — doi:10.2307/844406.
- Mark F. Fernandez. The Rules of the Courts of the Territory of Orleans (англ.) // The Journal of the Louisiana Historical Association. — Louisiana Historical Association, 1997. — Vol. 38, iss. 1. — P. 63-86.